# Alberto López Viejo
Alberto López Viejo (Madrid, 25 de enero de 1968) es un político español.

## Trayectoria
Su trayectoria profesional ha estado vinculada a la política desde que con tan solo 23 años es elegido concejal del Ayuntamiento de Alcobendas por el Partido Popular. En 1995 pasa al Ayuntamiento de Madrid, como concejal de los Distritos de Usera y Carabanchel y en 1999 el alcalde José María Álvarez del Manzano lo nombra concejal de Limpieza Urbana y Desarrollo Ambiental. Durante su gestión al frente de dicha Concejalía, fue acusado de irregularidades por el Partido Socialista de Madrid, entre ellas incrementar verbalmente el importe del contrato de limpieza en dos millones de euros.
En 2003 obtiene el acta de diputado en la Asamblea de Madrid, que conservaría hasta 2009. En 2004 fue nombrado viceconsejero de Presidencia en la Administración de la Comunidad de y en 2007 consejero de Deportes. Implicado en el llamado caso Gürtel de corrupción, fue destituido de su cargo el 9 de febrero de 2009 y finalmente imputado en mayo de ese año. Según declaraciones de Ignacio González, se llevaba 4000 euros diarios.
En mayo de 2018 fue condenado por la Audiencia Nacional a 31 años y 9 meses de cárcel por los delitos de prevaricación continuada, malversación de caudales públicos, falsedad en documento mercantil, cohecho, blanqueo de capitales y asociación ilícita. Ingresó inmediatamente en la prisión madrileña de Soto del Real, aunque en 2020 solicitó traslado a la cárcel de Alcalá Meco, donde continuó cumpliendo su condena declarada firme por el Tribunal Supremo.